# Miheptneria abyssalis
Miheptneria abyssalis is een eenoogkreeftjessoort uit de familie van de Epacteriscidae. De wetenschappelijke naam van de soort is voor het eerst geldig gepubliceerd in 2007 door Andronov.